# Antonín Číhalík
Antonín Číhalík (12. července 1898 – ???) byl český a československý politik Komunistické strany Československa a poúnorový poslanec Národního shromáždění ČSR.

## Biografie
Pocházel z Velké Bystřice. Po válce byl předsedou okresního výboru KSČ.
Po volbách roku 1948 byl zvolen do Národního shromáždění za KSČ ve volebním kraji Olomouc. Mandát nabyl až dodatečně v prosinci 1950 jako náhradník poté, co rezignoval poslanec Stanislav Palát. V parlamentu zasedal až do konce funkčního období, tedy do voleb v roce 1954.